# Buda Engine Co.
La Buda Engine Co. è stata una società statunitense fondata nel 1881 da George Chalender per la produzione di equipaggiamenti per la manutenzione delle ferrovie.

## Storia
Dopo aver spostato la sede ad Harvey, nell'Illinois si dedicò, a partire dal 1910, alla produzione di motori a ciclo otto e più tardi diesel, per diverse destinazioni di mercato.
I motori Buda erano tipicamente raffreddati ad acqua a 4, 6, 8 cilindri in linea. 
Nel 1953 la Buda Engine Company fu acquistata dalla Allis-Chalmers.